# Rugby subaquatique
Le rugby subaquatique est un sport collectif aquatique opposant deux équipes de six joueurs. Ce sport se joue en apnée avec palmes, masque et tuba. Hormis le nom et le fait que ce soit un sport de contact, le rugby et le rugby subaquatique ont peu en commun.
Le rugby subaquatique dépend de la Confédération mondiale des activités subaquatiques (CMAS).

## Généralités

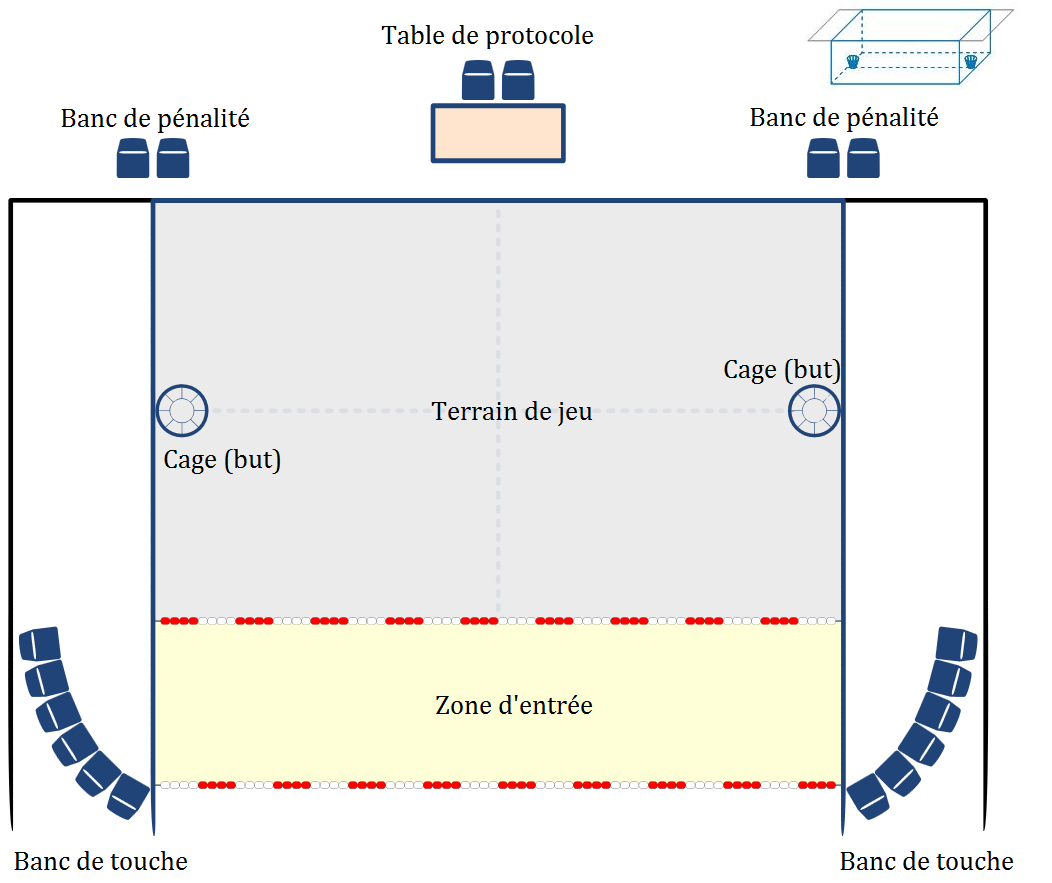
Terrain de rugby subaquatique.

### Le terrain
Une rencontre oppose deux équipes et se déroule dans une piscine, généralement en deux mi-temps de quinze minutes chacune. Le jeu se déroule sous la surface, dans un cube d'eau qui mesure 12 à 18 m de long, 8 à 12 m de large et 3,5 à 5 m de profondeur.

### Les joueurs
Une équipe constituée de six joueurs dans l'eau, six joueurs remplaçants et trois joueurs de réserve. Le nombre de remplacements est illimité. On distingue les deux équipes adverses grâce à la couleur de leur bonnets, l'une joue avec la couleur blanche et l'autre avec une couleur foncée (noire ou bleue).

### La balle
Le jeu se pratique avec une balle sphérique de 2 kg, lestée d'eau salée pour ne pas flotter. Elle fait la taille d'un ballon de handball et peut être portée avec une seule main.

### Les paniers
Des paniers métalliques sont posés au fond de la piscine de part et d'autre du terrain. Le bord du panier est recouvert d'un rembourrement moelleux.

## Histoire
Ce sport est apparu en 1961 grâce à Ludwig von Bersuda, alors membre du club de plongée de Cologne (DUC-koeln). Il cherchait un moyen de rendre l'entraînement plus amusant. Pour cela, il eut l'idée d'un jeu de ballon sous l'eau. Or les ballons classiques remplis d'air n'étant pas adaptés, il remplit la balle d'eau salée. Puisque la densité du ballon était désormais supérieure à celle de l'eau, il ne flottait plus à la surface, mais coulait lentement vers le fond, la vitesse de chute pouvant, dans certaines limites, être contrôlée par la concentration de la solution saline. C'est une balle de water-polo qui fut utilisée, le ballon de football étant trop grand et donc peu pratique sous l'eau.
Ludwig von Bersuda disposa au milieu de la piscine un filet, comme au volley-ball, qui s'arrêtait à 1 mètre du fond de la piscine. Deux équipes jouaient l'une contre l'autre: l'équipe offensive devait porter le ballon dans le terrain adverse et le mettre dans un seau. L'idée du jeu était prête et le Cologne-DUC l'utilisa en tant qu'exercice d'échauffement avant l'entraînement. D'autres équipes s'en aperçurent et commencèrent à utiliser des ballons remplis d'eau de mer à leur tour.
La « discipline de Cologne » fut présentée comme sport de compétition aux Jeux nationaux en 1963. Ce fut probablement le premier match officiel avec une balle sous-marine. À l'époque, cependant, peu d'intérêt fut affiché pour ce sport.
Franz Josef Grimmeisen, membre du club de plongée de Duisbourg (DUC-Duisburg), décida d'organiser une compétition de ce jeu. L'association des maîtres nageurs de Mülheim an der Ruhr (DLRG Mülheim) prit contact auprès de membres du DUC-Duisburg afin d'apprendre les règles de ce nouveau sport. Avec leur aide, Grimmeisen organisa le premier match de rugby subaquatique le 4 octobre 1964. Les équipes du DLRG Mülheim et du DUC Duisburg s'affrontèrent. Le club de plongée de Duisbourg gagna le match 5-2. Les médias prirent note de cette « première » et dans l'édition suivante du Essener Tageblatt, il y eut une demi page avec 2 photos.
Grimmeisen, toujours dans l'idée d'organiser une compétition de rugby subaquatique, réunit 6 équipes à Mülheim an der Ruhr le 5 novembre 1965. Les clubs de plongée de Mülheim, de Bochum, de Düsseldorf, de Duisbourg, d'Essen et le TSC Delphin de Ludenscheid y prirent part. À l'époque, les équipes n'étaient constituées que de 8 joueurs. Le club organisateur, le DLRG Mülheim, gagna la compétition face à DUC Duisburg (équipe dans laquelle jouait le Dr Grimmeisen).
Le tournoi a lieu chaque année depuis, ce qui en fait le plus ancien tournoi de l'histoire de ce sport. La version initiale telle qu'elle se jouait à Cologne ne dura pas, même le club de Cologne se mua en club de rugby subaquatique.
Pour amener ce sport dans l'arène internationale, Grimmeisen se tourna vers les deux plus importantes Confédération mondiale des activités subaquatiques, celles de France et de l'URSS. Il proposa des démonstrations, malheureusement aucun intérêt ne fut témoigné, seul le journal français L'Équipe publia un court article dans son édition du 9 avril 1965.
Les pays scandinaves montrèrent rapidement de l'intérêt pour ce sport. Les démonstrations au Danemark en 1973 et en Finlande en 1975 rencontrèrent un certain succès. Dans le bloc de l'Est, seule la Tchécoslovaquie adopta ce sport, mais n'accepta de jouer que contre des équipes de pays communistes.
En 1972, lorsque le rugby subaquatique fut reconnu comme sport officiel par la VDST (Union des plongeurs allemands), eut lieu le premier championnat. Cette compétition se déroula à Mülheim et fut remportée par l'équipe locale.
En 1978, le rugby subaquatique et le hockey subaquatique furent officiellement reconnus par la Confédération mondiale des activités subaquatiques (CMAS). Les premiers championnats européens se déroulèrent du 28 au 30 avril 1978 à Malmö.
La première compétition mondiale a eu lieu en 1980 à Mülheim, ville où ce sport est né.
En France c'est à Bordeaux qu'il a émergé en 2014. Aujourd'hui, il y a 5 clubs en France, à Bordeaux, Albi,Toulouse, Puy-l'Évêque et Paris. La première rencontre nationale de rugby subaquatique a eu lieu dans la ville d'Albi en 2019, avec la victoire de Bordeaux, suivi de Toulouse en deuxième place, Albi troisième et Puy-l'Évêque quatrième.
Le jeu s'est diffusé à l'est de l'Allemagne dans les années 1980, en dehors de l'Europe dans les années 1980, par exemple pour l'Australie ou la Colombie, et la France à partir de 2015.

## Matériel

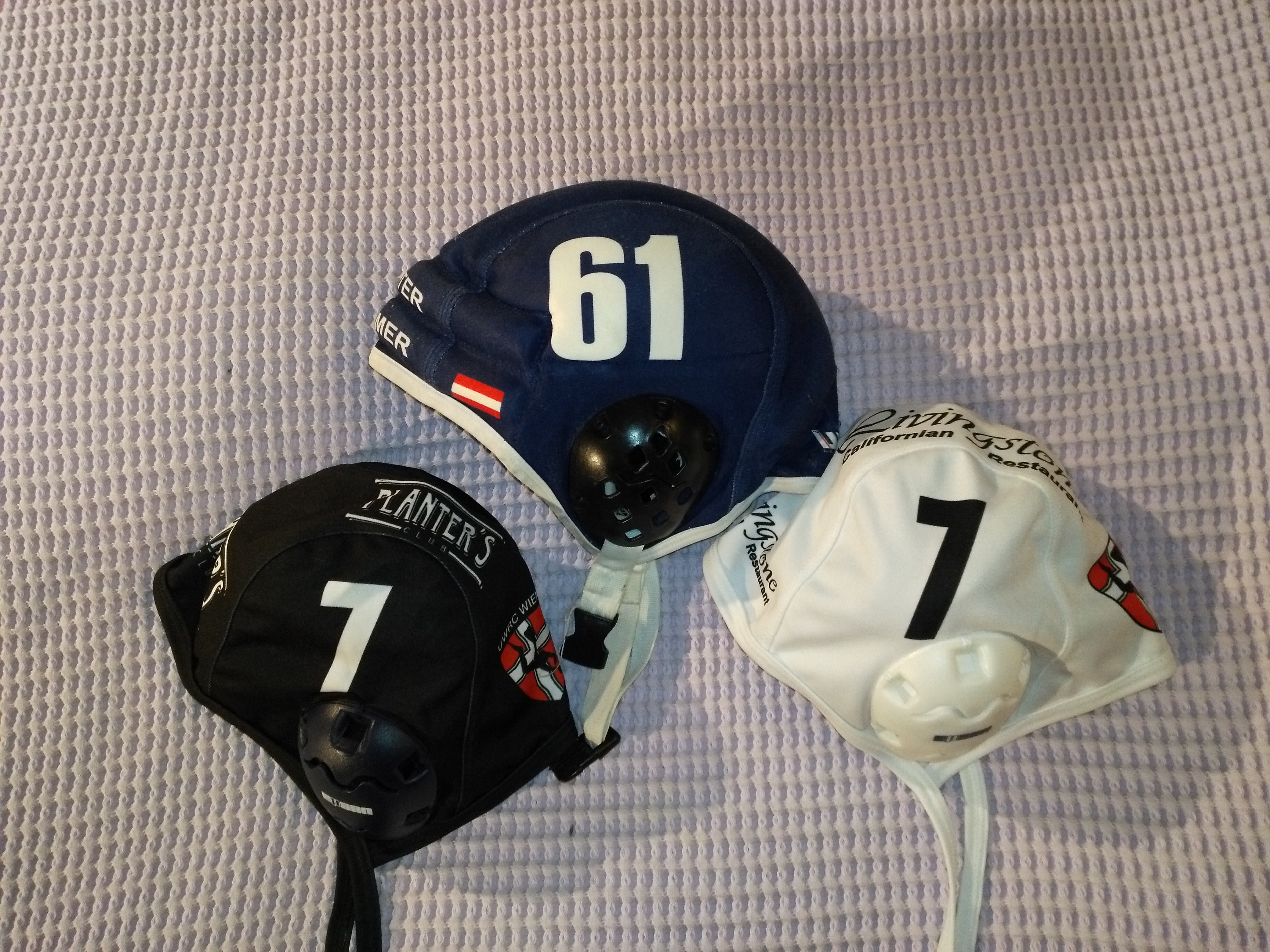
Bonnets de couleur bleue ou blanche avec une coque de protection pour les oreilles.

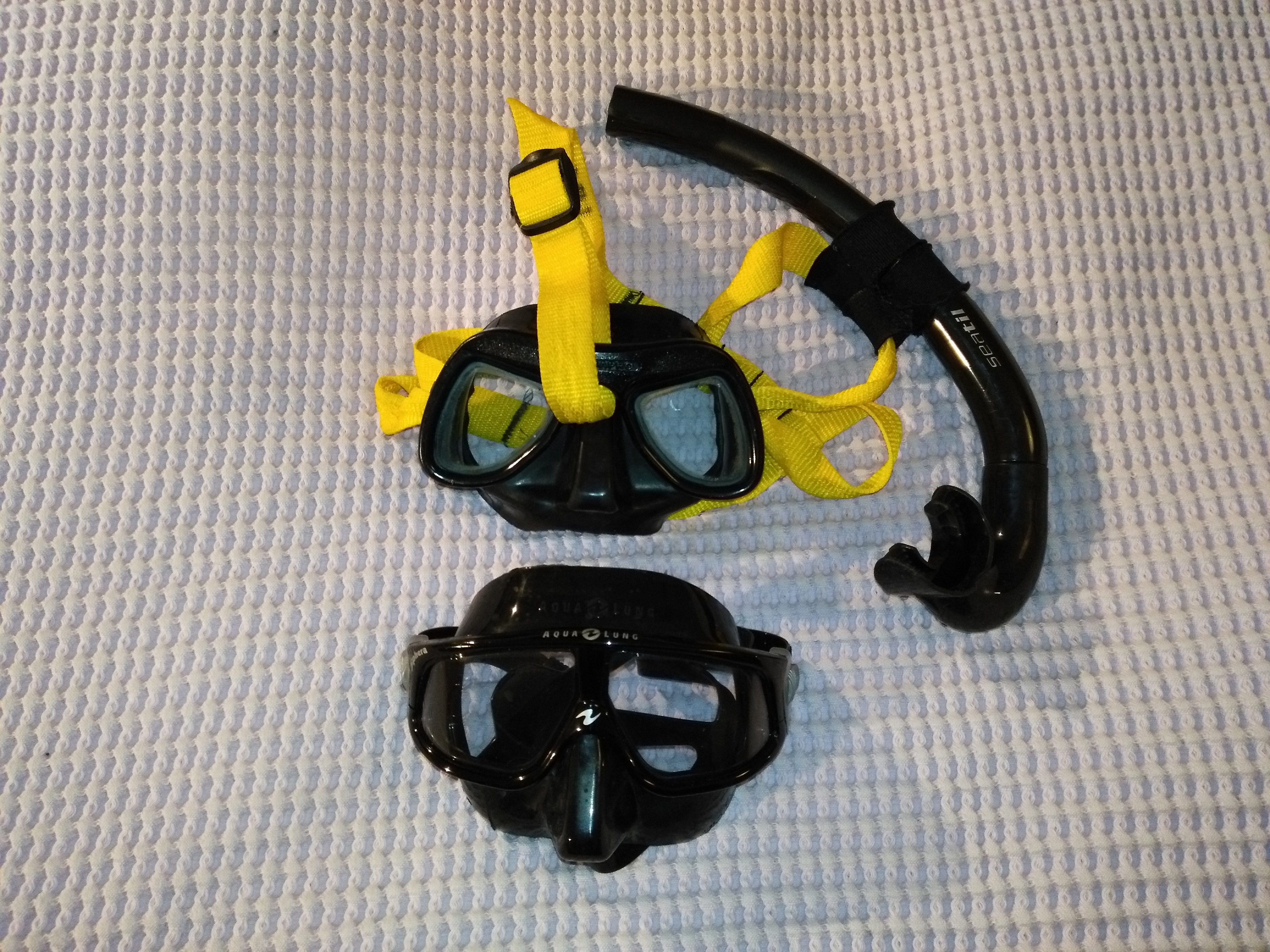
Masques de plongée petit volume, avec sangles en nylon.

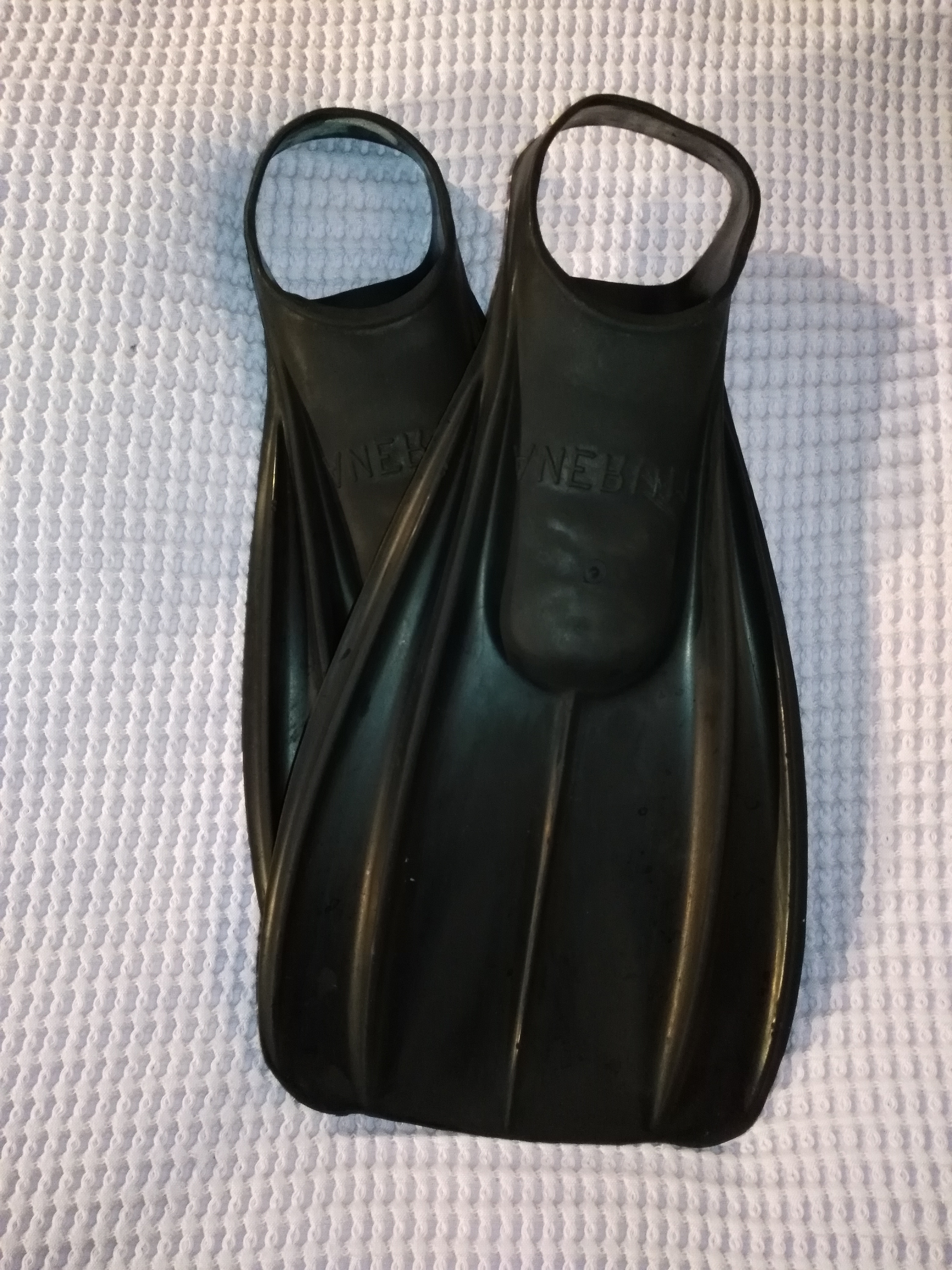
Palmes de rugby subaquatique, mi-longues avec une rigidité adaptée au rugby-subaquatique.

Les joueurs utilisent un masque de plongée, un tuba, des palmes et un casque qui protège les oreilles (bonnet de water-polo).

## Règles
Les règles principales sont :
- seul celui qui a le ballon peut empoigner ou être empoigné ;
- il est interdit d'agripper le matériel d'un joueur ;
- le ballon ne doit pas sortir de l'eau ;
- il est interdit de se tenir au but ;
- la violence n'est pas autorisée. Mordre, griffer, frapper, étrangler, etc. sont équivalents à une faute.

Les ongles doivent être coupés court et le corps ne peut pas être enduit de crème ou de graisse.
Il est possible d'envoyer la balle en avant au rugby subaquatique, alors que ce n'est pas le cas au rugby classique.

## Arbitrage
Les matchs sont arbitrés par deux arbitres aquatiques, disposant de bouteilles de plongée, et un non-aquatique. Ce dernier actionne, lorsque cela est nécessaire, le signal sonore aquatique et de surface. Les arbitres aquatiques sont équipés d'un bonnet distinctif rouge et d'un maillot de corps jaune. Ils doivent avoir reçu une formation de plongeur. Les arbitres utilisent une gestuelle codifiée pour communiquer entre eux et avec les joueurs. Des arbitres de table, qui notent le score sur la feuille de match, s'occupent du chronomètre (durée du match, durée des « prisons » prises par les joueurs) peuvent se joindre aux trois autres arbitres susmentionnés.

## Spectateurs
Une partie importante des actions se déroulant sous l'eau, pour ne rien rater, les spectateurs peuvent :
- soit être dans la piscine munis d'un masque et d'un tuba si le bassin le permet[7] ;
- soit regarder la partie aquatique sur des écrans reliés à des caméras aquatiques qui filment sous l'eau[7]. Ces dispositifs sont souvent mis en place pour des championnats importants, tels que les championnats nationaux ou internationaux.

### Championnats du monde
Les 1ers championnats du monde furent organisés en 1980 à Mülheim en Allemagne.
Aux championnats du monde de 2011, la Norvège remporte les deux titres mondiaux :
- les filles gagnent face à la Suède 1-0 et deviennent pour la seconde fois, après 1995, championnes du monde ;
- les garçons gagnent face à l'Allemagne 1-0 et deviennent champions du monde pour la première fois[9].

Les championnats du monde de 2015 ont lieu à Cali en Colombie. L'équipe masculine norvégienne remporte la 1re place contre l'Allemagne (1-0). L'équipe féminine allemande remporte la 1re place contre la Norvège (3-0). La Colombie remporte la 3e place dans les deux championnats.

## Pratique
Il est possible de consulter la carte des clubs dans le monde.
En France, l'activité est pratiquée à :
- Bordeaux[12]
- Albi[13]
- Paris[14]
- Puy-l'Évêque[15]
- Toulouse[16]

Au Canada, l'Association canadienne des jeux sous-marins (CUGA) représente les différentes associations de rugby subaquatique.